# Ablehnungsfront (Palästinenser)

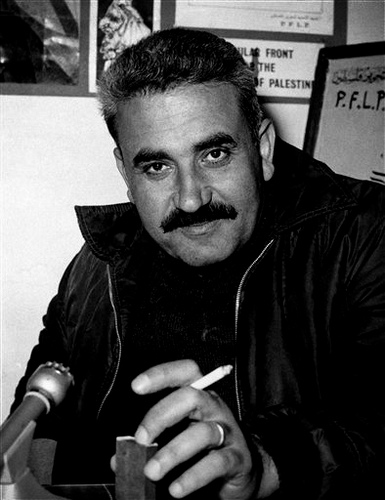
Kopf der „Ablehnungsfront“ war PFLP-Chef George Habasch

Als palästinensische Ablehnungsfront (arabisch جبهة الرفض, DMG ǧabhat ar-rafḍ), eigentlich Front der palästinensischen Kräfte, die die kapitulantenhaften Lösungen ablehnen (arabisch جبهة القوى الفلسطينية الرافضة للحلول الإستسلامية), bezeichnete man den konsultativen und koordinativen Zusammenschluss palästinensischer Widerstandsgruppen.
Der Begriff wurde erstmals geprägt im Zusammenhang mit der ablehnenden Haltung einiger PLO-interner Gruppen gegenüber Verhandlungen mit Israel auf der Genfer Nahostkonferenz. Nachdem der Palästinensische Nationalrat (PLO-Exilparlament) im Juni 1974 Arafats Zehn-Punkte-Plan zugestimmt hatte, der mit Verhandlungen über die Errichtung eines Palästinenserstaates zunächst nur auf den seit 1967 besetzten Gebieten beginnen sollte, drohte die Volksfront zur Befreiung Palästinas (PFLP) mit dem Austritt aus der PLO. Gemeinsam mit dem PFLP-Generalkommando (PFLP-GC), der Arabischen Befreiungsfront (ALF) und der Palästinensischen Volkskampffront (PPSF) boykottierte die PFLP daraufhin ab September 1974 den PLO-Zentralrat und den PLO-Exekutivrat (Exilregierung), blieb aber im Nationalrat. Erst nachdem der Nationalrat im März 1977 eine Erklärung gegen Verhandlungen mit Israel akzeptiert hatte, löste sich die Ablehnungsfront auf. Die PLFP akzeptierte im Gegenzug die Errichtung eines Palästinenserstaates vorläufig nur in den Grenzen von 1967 und trat im April 1981 auch wieder in das Exekutivkomitee ein.
Schon 1983 entstand eine erneute PLO-interne Opposition gegen Arafat. Gegen eine de-facto-Anerkennung Israels in den Grenzen von 1967 bildeten Fatah al-Intifada und as-Sa'iqa mit syrischer Unterstützung eine „Nationale Allianz“, während PFLP, DFLP und Kommunisten eine „Demokratische Allianz“ bildeten. Beide Allianzen boykottierten ab 1984 erneut den Exekutivrat. Durch den Zusammenschluss der Nationalen Allianz mit der PFLP entstand im März 1985 in Damaskus die „Nationale palästinensische Errettungsfront“, die gegen Arafats Plan einer jordanisch-palästinensischen Konföderation opponierte. Anders als as-Saiqa traten nach dem Scheitern des Konföderationsplanes PFLP und DFLP wieder in den Exekutivrat ein, auch die Kommunisten wurden aufgenommen. As-Saiqa ist seit 1987 auch dem Nationalrat ferngeblieben.
Eine erneute innerpalästinensische Ablehnungsfront bildete sich nach der Madrider Konferenz. Schon 1989 hatten das PFLP-Generalkommando und der Fatah-Revolutionsrat mit Islamisten eine „Vereinigte Nationale Front“ gebildet, während die islamistische Hamas mit PFLP und DFLP sowie dem Islamischen Dschihad ab 1991 eine „Allianz der palästinensischen Kräfte“ zu bilden versuchte. In einer gemeinsamen Damaszener Erklärung lehnten sie 1993 den Oslo-Friedensprozess ab. Die Ablehnungsfront wird von Syrien beheimatet und von Iran unterstützt, das eine „Befreiungsarmee für al-Quds (Jerusalem)“ aufgestellt hat. Über das Vorgehen gegen einen Frieden sind die Gruppen aber zerstritten, nicht alle befürworten Anschläge oder eine bewaffnete Konfrontation. Einige stimmen zumindest zeitlich begrenzten Waffenstillständen zu. Zu einer ernsthaften Zusammenarbeit kam es daher lange Zeit nicht, erst beim Terrorangriff der Hamas auf Israel 2023 arbeiteten PFLP, DFLP und Dschihad mit der Hamas zusammen.